# Strempeliopsis strempelioides
Strempeliopsis strempelioides là một loài thực vật có hoa trong họ La bố ma. Loài này được (Griseb.) Benth. ex B.D.Jacks. miêu tả khoa học đầu tiên năm 1895.